# Машинский, Виктор Леонидович
Виктор Леонидович Машинский (род. 3 ноября 1949 года в г. Бирюсинск, Иркутская область, РСФСР, СССР) — советский и российский инженер-химик, политик, депутат Государственной Думы ФС РФ первого (1993—1995) и второго (1995—1999) созывов, член правления ОАО «Российские коммунальные системы», кандидат технических наук.

## Биография
В 1976 получил высшее образование по специальности «инженер химик-технолог» в Иркутском политехническом институте. Кандидат технических наук. Окончил аспирантуру Московского научно-исследовательского института органического синтеза. С 1971 по 1990 год работал оператором, начальником отделения, заместителем начальника цеха, начальником цеха, заместителем главного инженера завода, начальником этиленового производства, главным инженером, директором завода полимеров, заместителем генерального директора по экономике производственного объединения «Ангарскнефтеоргсинтез». С 1990 по 1993 год работал директором компании «Техноинвест».
В 1993 году избран депутатом Государственной думы Федерального Собрания Российской Федерации первого созыва от Ангарского одномандатного избирательного округа № 81. В Государственной думе был членом комитета по экономической политике, не входил в депутатские объединения.
В 1995 году избран депутатом Государственной думы Федерального Собрания Российской Федерации второго созыва от Ангарского одномандатного избирательного округа № 80. Сопредседатель депутатской группы «Народовластие».
В 1997 году принимал участие в выборах губернатора Иркутской области, занял третье место с 14,84 % голосов.
В 2003 году был руководителем Дирекции по теплоснабжению, членом правления ОАО «Российские коммунальные системы», работал генеральным директором ОАО «Тепловая инвестиционная компания» в городе Сыктывкар. В 2007 году был осужден к пяти годам лишения свободы и штрафу в 200 тыс. рублей приговором Сыктывкарского федерального суда.

## Законотворческая деятельность
За время исполнения полномочий депутата Государственной думы I и II созыва выступил соавтором 12 законодательных инициатив и поправок к проектам федеральных законов.